# نیکولای دوماکینوف
نیکولای دوماکینوف (بلغاری: Николай Домакинов؛ زادهٔ ۱۱ ژوئیهٔ ۱۹۸۰) بازیکن فوتبال اهل بلغارستان است.
از باشگاه‌هایی که در آن بازی کرده است می‌توان به باشگاه فوتبال بوتو پلوودیو اشاره کرد.
وی همچنین در تیم ملی فوتبال بلغارستان بازی کرده است.